# Ricardo Díaz Fernández
Ricardo Díaz Fernández, nacido en 1885 y fallecido el 11 de junio de 1949 en Vilasantar, fue un político gallego que ocupó el cargo de alcalde de Vilasantar de 1931 a 1935.

## Trayectoria
Fue director-gerente de la fábrica textil Hilados y Tejidos de Vilasantar, en Présaras.
Ocupó el puesto de alcalde de Vilasantar con el partido Izquierda Republicana, desde la llegada de la Segunda República en 1931 hasta su dimisión en mayo de 1935.
| Predecesor: - | Alcalde de Vilasantar 1931 - 1935 | Sucesor: José Ares Carro |